# WTA Athen
Das WTA Athen (offiziell: Athens Open) war ein Damen-Tennisturnier der WTA Tour, das in Griechenlands Hauptstadt Athen ausgetragen wurde. 
Offizielle Namen des Turniers:
- 1986–87 Athens Trophy
- 1988 Athens Greece
- 1989–1990 Athens Open

## Siegerliste

### Einzel
| Jahr | Siegerin         | Finalgegnerin          | Ergebnis      |
| ---- | ---------------- | ---------------------- | ------------- |
| 1986 | Sylvia Hanika    | Angeliki Kanellopoulou | 7:5, 6:0      |
| 1987 | Katerina Maleewa | Julie Halard           | 6:0, 6:1      |
| 1988 | Isabel Cueto     | Laura Golarsa          | 6:0, 6:1      |
| 1989 | Cecilia Dahlman  | Rachel McQuillan       | 6:3, 1:6, 7:5 |
| 1990 | Cecilia Dahlman  | Katia Piccolini        | 7:5, 7:5      |

### Doppel
| Jahr | Siegerinnen                          | Finalgegnerinnen                    | Ergebnis      |
| ---- | ------------------------------------ | ----------------------------------- | ------------- |
| 1986 | Isabel Cueto Arantxa Sánchez Vicario | Silke Meier Wiltrud Probst          | 4:6, 6:2, 6:4 |
| 1987 | Andrea Betzner Judith Wiesner        | Kathleen Horvath Dinky Van Rensburg | 6:4, 7:6      |
| 1988 | Sabrina Goleš Judith Wiesner         | Silke Frankl Sabine Hack            | 7:5, 6:0      |
| 1989 | Sandra Cecchini Patricia Tarabini    | Silke Meier Elena Pampoulova        | 4:6, 6:4, 6:2 |
| 1990 | Laura Garrone Karin Kschwendt        | Leona Lásková Jana Pospíšilová      | 6:0, 1:6, 7:6 |